# Artūrs Rubiks
Artūrs Rubiks (ur. 1970) – łotewski polityk komunistyczny, jeden z liderów Łotewskiej Partii Socjalistycznej, syn Alfrēdsa.
W 1987 ukończył XI Szkołę Średnią w Rydze. W latach dziewięćdziesiątych zaangażował się w politykę, był m.in. radnym Rygi. W 2006, 2010 i 2011 wybierany posłem na Sejm z list Centrum Zgody. Reprezentuje w nim Łotewską Partię Socjalistyczną.